# Hana to Yume
Hana to Yume (花とゆめ?  Flores y sueños), también conocida como HanaYume (花 ゆ め) , es una revista de manga shōjo publicada en Japón por Hakusensha. la revista es publicada de forma bimensual en los días 5 y 20 de cada mes. y siempre viene con libres suplementos o como los CD de drama, tableros de lápiz (Shitajiki), antologías manga, artículos de papelería, y calendarios.
Hana to Yume fue clasificada en cuarto lugar por las chicas japonesas como su antología de manga favorita en una encuesta realizada por Oricon en 2006.

## Obras
Las obras serializadas en Hana to Yume incluyen:
- Akatsuki no Yona de Mizuho Kusanagi
- Alexandrite de Minako Narita
- Angel Sanctuary de Kaori Yuki
- Bloody Kiss de Kazuko Furumiya
- Boku no Chikyū wo Mamotte (Please Save My Earth) de Saki Hiwatari
- Chijemete Distance de Izumi Tsubaki
- Cyboy de Mai Nishikata
- Fruits Basket de Natsuki Takaya
- Gakuen Alice de Higuchi Tachibana
- Global Garden de Saki Hiwatari
- Hana-Kimi (Hanazakari no Kimitachi E) de Hisaya Nakajo
- Hana no Kishi de Mai Nishikata
- Hana to Akuma de Hisamu Oto
- Hoshi wa Utau de Natsuki Takaya
- Love So Life de Kaede Kouichi
- Kamisama Hajimemashita de Julietta Suzuki
- Karekano de Masami Tsuda
- Kenka Banchō Otome: Koi no Battle Royal de Chie Shimada
- kao dake ja suki ni narimasen de
- Kimi to Scandal! de Kazuko Furumiya
- Koko wa Greenwood de Yukie Nasu
- Koucha Ouji de Nanpei Yamada
- M to N no Shouzou de Higuchi Tachibana
- Ore-sama Teacher de Izumi Tsubaki
- Otomen de Aya Kanno
- Ouran High School Host Club de Bisco Hatori
- Shanimuni Go
- Shiawase kissa sanchoume
- Skip Beat! de Yoshiki Nakamura
- Soredemo Sekai wa Utsukushii de Dai Shiina
- Special A de Maki Minami
- Sugar Princess de Hisaya Nakajo
- Swan Lake de Higuchi Tachibana
- Sweet Black de Mai Nishikata
- The Magic Touch de Izumi Tsubaki
- Tokyo Crazy Paradise de Yoshiki Nakamura
- Venus Capriccio de Mai Nishikata
- Yami no Matsuei de Yoko Matsushita
- Yume Miru Happa de Hisaya Nakajo
- Z de Aoike Yasuko
- Zakkyo Jidai de Yamauchi Naomi
- Zankoku na Douwatachi de Yuki Kaori
- Zero Count de Mutuo Hiruomu